# Scytodes vittata
Scytodes vittata är en spindelart som beskrevs av Eugen von Keyserling 1877. Scytodes vittata ingår i släktet Scytodes och familjen spottspindlar. Inga underarter finns listade i Catalogue of Life.